# Тверичи-СШОР
«Тверичи-СШОР» (ранее «Тверичи») — молодёжная хоккейная команда из Твери. С момента создания в 2012 году выступает в НМХЛ.

## История
Молодёжная команда «Тверичи» была создана в Первенстве МХЛ в 2012 году одновременно со вступлением взрослой команды ТХК в ВХЛ. В ходе создания команды было проведено голосование среди болельщиков тверского хоккея о названии молодёжной команды. Среди вариантов фигурировали «Тверские Богатыри», «Твердь», но победил вариант «Тверичи», предложенный Валерием Есиным. Возглавил команду легендарный в Твери хоккейный тренер Виктор Николаевич Жуков, воспитавший известных хоккеистов Илью Ковальчука, Дениса Денисова и Романа Любимова. В дебютном сезоне команда выступала в дивизионе «Северо-Запад», где в 40 играх набрала 48 очков, заняв 23 в сводной таблице, что не позволило выйти в плей-офф. В сезоне 2013/14 «Тверичи» незначительно улучшили показатели, остановившись в шаге от плей-оффа, набрав в 38 играх 45 очков и заняв 9 место в Западной конференции. Однако по окончании сезона произошло трагическое событие — умер первый главный тренер команды Виктор Жуков. Незадолго до того главным тренером был назначен помощник Жукова — Роман Королёв.
Под руководством нового тренера в сезоне 2014/15 команда вновь не смогла пробиться в плей-офф, повторив результат прошлого сезона — 9 место в Западной конференции. Однако статистика серьёзно улучшилась: в 64 матчах было набрано 92 очка. Однако в сезоне 2015/16 «Тверичи» впервые в своей истории пробиваются в плей-офф, в последнем матче регулярного первенства обыграв прямого соперника за попадание в 1/8 Кубка Регионов — ХК «Брянск». В плей-офф тверская команда в первом раунде потерпела поражение от одного из фаворитов турнира — ярославского Локо-Юниор. К сезону 2016/2017 команда подошла с изменениями. В связи с процедурой банкротства ТХК, Тверичи были выведены из структуры клуба и прибавили к названию аббревиатуру СШОР (Тверичи-СШОР). В связи с этим главным тренером команды стал наставник школы - Аркадий Обухов, а помощником тренер ТХК - Владимир Кольцов. В сезоне 2017/18 Тверичи завершили регулярный чемпионат на 7 месте в конференции, в плей-офф уступили СКА-Варягам 0-3 в 1/4 финала конференции. В сезон 2018/2019 Тверичи-СШОР вошли под руководством Владимира Кольцова, в то время как Аркадий Обухов стал вторым тренером. Такая рокировка связана с тем, что Аркадий Николаевич является тренером ещё нескольких молодёжных команд, входящих в систему Тверичей.

## Результаты выступления в Первенстве МХЛ и НМХЛ
И — количество проведенных игр, В — выигрыши в основное время, ВО — выигрыши в овертайме, ВБ — выигрыши в послематчевых буллитах, ПО — проигрыши в овертайме, ПБ — проигрыши в послематчевых буллитах, П — проигрыши в основное время, О — количество набранных очков, Ш — соотношение забитых и пропущенных голов, РС — место по результатам регулярного сезона
| Сезон   | И   | В   | ВО | ВБ | ПБ | ПО | П   | О   | Ш         | РС | Плей-офф                                        |
| ------- | --- | --- | -- | -- | -- | -- | --- | --- | --------- | -- | ----------------------------------------------- |
| 2012/13 | 40  | 13  | 1  | 2  | 0  | 3  | 21  | 48  | 120-166   | 23 | Не участвовал                                   |
| 2013/14 | 38  | 13  | 0  | 2  | 1  | 1  | 21  | 45  | 96-137    | 19 | Не участвовал                                   |
| 2014/15 | 64  | 24  | 3  | 3  | 3  | 5  | 26  | 92  | 187-204   | 17 | Не участвовал                                   |
| 2015/16 | 44  | 15  | 1  | 1  | 3  | 2  | 22  | 54  | 120-154   | 14 | Проиграли в первом раунде: 0-3 Локо-Юниор       |
| 2016/17 | 44  | 23  | 0  | 3  | 0  | 1  | 17  | 76  | 166-125   | 8  | Проиграли в первом раунде: 1-3 СКА-Карелии      |
| 2017/18 | 36  | 16  | 5  | 1  | 0  | 0  | 14  | 60  | 141-124   | 8  | Проиграли в первом раунде: 0-3 СКА-Карелии      |
| 2018/19 | 48  | 27  | 2  | 0  | 1  | 2  | 16  | 61  | 186-140   | 7  | Проиграли в первом раунде: 0-3 Дизелист (Пенза) |
| 2019/20 | 48  | 15  | 1  | 2  | 1  | 2  | 27  | 39  | 143-201   | 14 | Не участвовал                                   |
| 2020/21 | 34  | 11  | 0  | 0  | 2  | 3  | 18  | 27  | 100-133   | 14 | Проиграли в первом раунде: 0-3 Локо-Юниор       |
| 2021/22 | 40  | 17  | 0  | 3  | 1  | 1  | 18  | 42  | 127-135   | 13 | Проиграли в первом раунде: 0-3 Локо-76          |
| 2022/23 | 40  | 2   | 0  | 0  | 1  | 3  | 34  | 8   | 84-223    | 21 | Не участвовал                                   |
| 2023/24 | 44  | 3   | 0  | 0  | 4  | 1  | 36  | 11  | 76-216    | 23 | Не участвовал                                   |
| 2024/25 | 44  | 11  | 1  | 1  | 2  | 0  | 29  | 28  | 113-212   | 21 | Не участвовал                                   |
| Всего   | 354 | 118 | 11 | 13 | 13 | 13 | 186 | 414 | 1659-2170 |    |                                                 |

### Список главных тренеров
- Виктор Жуков (22.09.2012—01.04.2014)
- Роман Королёв (2014—2017 года)[6]
- Аркадий Обухов (2017—2018)[24]
- Владимир Кольцов (2018—2019)
- Аркадий Обухов (2019—2023)
- Максим Евсеев (с 2023)

## Участники Кубка Поколения
| Игрок           | Год  | Амплуа     | Выступал под номером |
| --------------- | ---- | ---------- | -------------------- |
| Колонутов Роман | 2014 | Защитник   | 72                   |
| Ждахин Павел    | 2014 | Нападающий | 14                   |
| Смирнов Илья    | 2015 | Нападающий | 87                   |
| Ждахин Павел    | 2016 | Нападающий | 12                   |